# Loxosoma vatilli
Loxosoma vatilli är en bägardjursart som beskrevs av Konno 1977. Loxosoma vatilli ingår i släktet Loxosoma och familjen Loxosomatidae. Inga underarter finns listade i Catalogue of Life.